# Абарсо
Абарсо (сомал. Abaarso) — небольшой городок в Северо-Западной провинции (самопровозглашённый Сомалиленд). Город известен тем, что здесь находится Школа науки и технологий Абарсо.

## История
После провозглашения независимости Сомалиленда в 1991 году, город вошёл в его состав.

## География
Абарсо расположен на границе с Эфиопией, в 15 км к западу от столицы Сомалиленда Харгейсы.

### Климат
Климат Абарсо в значительной степени определяется его расположением в горах на высоте более 1400 м. Среднегодовая температура составляет 21 °C. Самым жарким месяцем является июнь со средней температурой 23,7 °C; Самым холодным является январь со средней температурой 17,3 °C. Годовое количество осадков составляет около 487 мм.